# Faroa alata
Faroa alata är en gentianaväxtart som beskrevs av Peter Geoffrey Taylor. Faroa alata ingår i släktet Faroa och familjen gentianaväxter. Inga underarter finns listade i Catalogue of Life.